# 福島岳
福島岳（德語：Mount Fukushima）是南極洲的山峰，屬於法比奧拉王后山脈的一部分，處於大和冰川以北，海拔高度2,470米，該山峰在1960年10月8日由比利時探險隊發現。
71°21′S 35°37′E / 71.350°S 35.617°E